# Den statistiska sannolikheten för kärlek vid första ögonkastet
Den statistiska sannolikheten för kärlek vid första ögonkastet (engelska: Love at First Sight) är en amerikansk romantisk dramafilm från 2023. Filmen är regisserad av Vanessa Caswill efter ett manus skrivet av Katie Lovejoy, som i sin tur är baserat på Jennifer E. Smith roman med samma namn från 2011. Filmen hade premiär den 15 september 2023 på strömningstjänsten Netflix. I huvudrollerna som Hadley och Oliver ses Haley Lu Richardson och Ben Hardy.

## Handling
Filmen kretsar kring Oliver (Ben Hardy) och Hadley (Haley Lu Richardson) som träffas för första gången och blir kära under en flygresa mellan New York och London. De tappar dock bort varandra i passkontrollen. Vad är sannolikheten för att de träffas igen?

## Rollista (i urval)
- Haley Lu Richardson – Hadley Sullivan
- Ben Hardy – Oliver
- Dexter Fletcher – Val
- Sally Phillips – Tessa Jones
- Rob Delaney
- Jameela Jamil – berättare
- David Rubin – Dr. Harrison Doyle
- Tom Taylor – Luther Jones